# Guerres civiles en Éthiopie
 (septembre 2017).
Si vous disposez d'ouvrages ou d'articles de référence ou si vous connaissez des sites web de qualité traitant du thème abordé ici, merci de compléter l'article en donnant les références utiles à sa vérifiabilité et en les liant à la section « Notes et références ».
Les guerres civiles en Éthiopie (1974-1991) sont les conflits qui se déroulent en Éthiopie entre le 12 septembre 1974 lorsque le Derg réalisa un coup d'État contre l'empereur Hailé Sélassié; et la prise du pouvoir par le Front démocratique révolutionnaire du peuple éthiopien (FDRPE) en 1991.
Certains de ces conflits se sont inscrits dans le contexte de la guerre froide, comme d'autres conflits en Afrique tels que la guerre civile en Angola (1975-2002).

## Déroulement

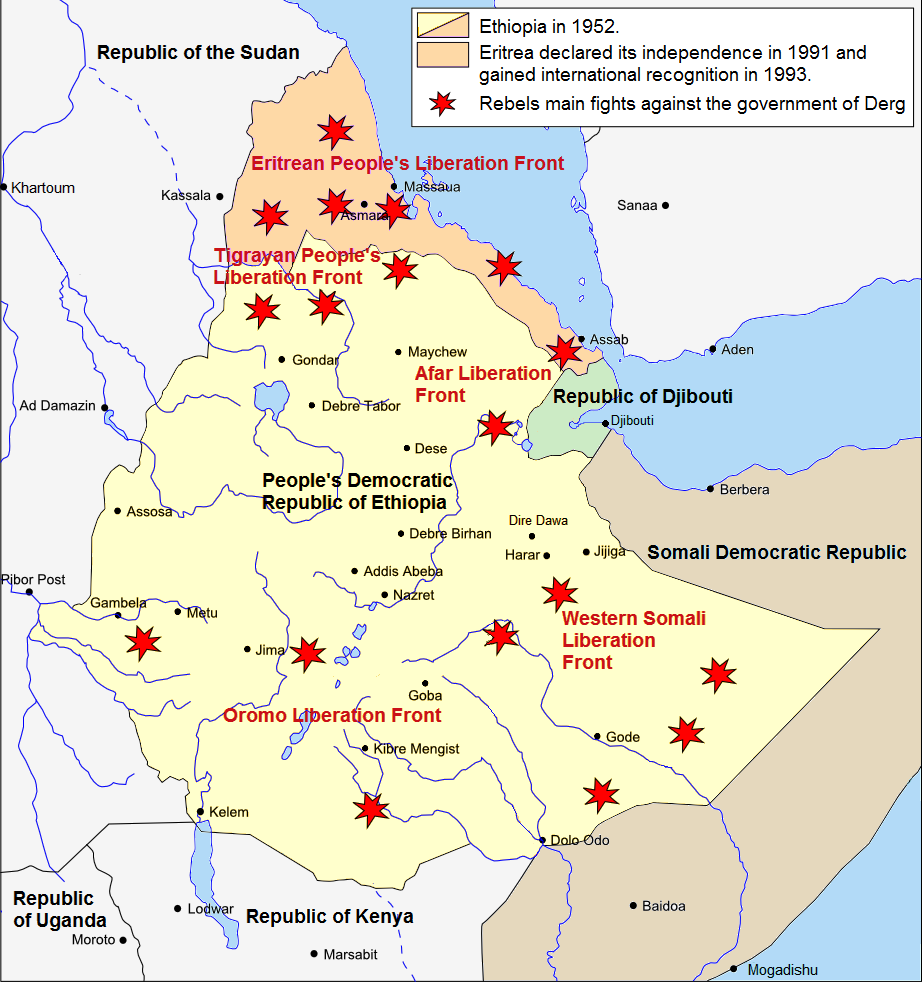
Principaux mouvement rebelles et emplacements des batailles.

### Années 1970
Les révolutionnaires ont aboli la monarchie en mars 1975 et le prince héritier Asfaw Wossen s'est réfugié à Londres, en Grande-Bretagne où plusieurs membres de la famille impériale étaient déjà installés. Les autres membres de la famille Impériale restés en Éthiopie durant la révolution ont été emprisonnés, dont le père du prince héritier, Hailé Sélassié, sa fille la princesse Ijigayehu, sa sœur la princesse Tenagnework et plusieurs de ses neveux et nièces. En 1975, la Princesse Ijigayehu, puis l'empereur Hailé Sélassié décèdent en détention. Les membres de la famille impériale sont restés emprisonnés jusqu'en 1988 pour les femmes et 1989 pour les hommes.
Le Derg a éliminé ses opposants politiques entre 1975 et 1977 en réponse à la proclamation d'une terreur blanche par divers groupes d'opposition au Derg, notamment le Parti révolutionnaire du peuple éthiopien qui, tout comme le Derg, était marxiste. Des manœuvres particulièrement brutales ont été employées de part et d'autre avec des exécutions, assassinats, tortures et l'emprisonnement de dizaine de milliers de personnes sans le moindre procès. Cette période de terreur fut un chapitre de la « guérilla urbaine » à laquelle le gouvernement eut à faire face en plus des guérillas luttant pour l'indépendance de l'Érythrée ainsi que celles menées par d'autres groupes rebelles allant du parti conservateur et monarchiste de l'Union démocratique d'Éthiopie au parti le plus à gauche qu'est le Parti révolutionnaire du peuple éthiopien. 
Au même moment, le Derg a dû faire face à la guerre de l'Ogaden avec l'invasion du pays, en 1977, par la Somalie qui cherchait à annexer la partie est de l'Éthiopie, essentiellement peuplée de Somalis. Grâce au soutien de l'Union soviétique et de Cuba, l'armée éthiopienne est parvenue à vaincre l'armée somalienne qui était soutenue par le Front de libération de la Somalie occidentale. Sous le régime Derg, l'Éthiopie  est devenue l'allié le plus proche du bloc socialiste en Afrique et la nation la mieux armée de la région grâce à l'aide massive de l'Union soviétique, de la République démocratique allemande, de Cuba et de la Corée du Nord. La plupart des industries et des entreprises privées furent nationalisées par le Derg en 1975.  
À la même période, le Derg mis en application son principal slogan « La terre aux paysans » en redistribuant les terres des propriétaires terriens aux paysans. La mauvaise gestion, la corruption, l'hostilité générale aux règles établies par le Derg et les effets désastreux de la guerre avec les mouvements de la guérilla séparatiste en Érythrée et dans le Tigré ont entraîné une chute drastique de la production de nourriture et des ressources financières. Bien que le pays ait toujours été exposé à des sécheresses chroniques, personne n'était préparé à une sécheresse de l'ampleur de celle qui a sévi au milieu des années 1980. La famine qui frappa le pays en 1984 - 1985 fit près de 1 million de morts et des centaines de milliers de personnes ont fui la misère économique et la répression politique pour s'installer dans des pays limitrophes et dans les pays occidentaux, créant ainsi pour la première fois une diaspora éthiopienne.

### Années 1980
La famine des années 1980 a mis l'Éthiopie au-devant de la scène internationale et suscité des gestes de bienfaisance dans les nations occidentales, comme le concert d'Oxfam et Live Aid en juillet 1985, ou bien, en France, la chanson « SOS Éthiopie » des Chanteurs sans frontières. Les fonds ainsi récoltés furent distribués à des ONG en Éthiopie. Un scandale a d'ailleurs éclaté lorsqu'il est apparu que certaines de ces ONG étaient sous le contrôle ou l'influence du Derg et que des fonds avaient été utilisés pour financer les programmes de repeuplement forcé engagés par le Derg, qui avait abouti à déplacer des millions personnes et à la mort de 50 000 à 100 000 personnes.

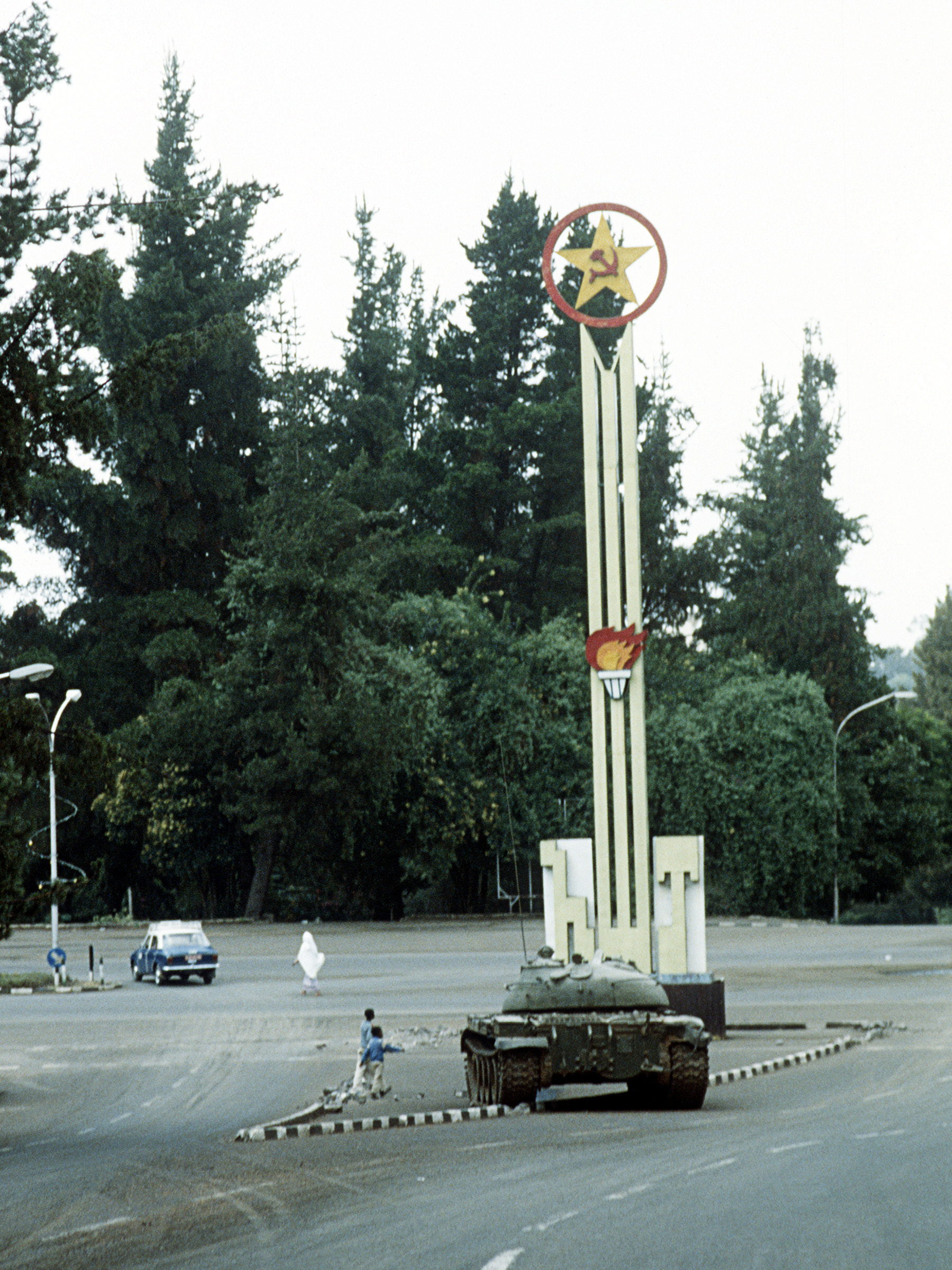
Des chars dans les rues d'Addis-Abeba après que des rebelles sont entrés dans la capitale en 1991.

Officiellement, le gouvernement Derg a pris fin en 1987 avec la formation du Parti révolutionnaire du peuple éthiopien. Toutefois, Mengistu Haile Mariam, président du Derg, resta au pouvoir comme président du nouveau gouvernement.
Le climat politique de la fin des années 1980 est marqué par une réduction dramatique de l'aide des pays du bloc socialiste, ce qui a provoqué des difficultés économiques encore plus grandes, mais aussi l'effondrement de l'armée face aux attaques des forces de la guérilla du Nord.

### Années 1990
En 1991, le gouvernement de Mengistu a finalement été renversé par ses propres dirigeants et par une coalition des forces rebelles, le Front démocratique révolutionnaire du peuple éthiopien (FDRPE), après qu'ils ont réussi à reprendre la capitale Addis-Abeba. Mengistu fut exilé au Zimbabwe, où il vit encore de nos jours. Le FDRPE a immédiatement dissous le Parti des travailleurs d'Éthiopie (seul parti officiel sous le régime Derg) et arrêté la plupart des anciens membres influents du Derg.

### Années 2000
En décembre 2006, 72 d'entre eux furent reconnus coupables de génocide. 34 accusés ont comparu devant le Tribunal, 14 sont décédés durant l'interminable procès et 25, dont Mengistu, furent jugés en leur absence.
L'ONG Human Right Watch note que les belligérants ne respecte pas le passage des convois humanitaires.